# Danmark-Sverige 2. juni 2007
Fodboldlandskampen Danmark-Sverige 2. juni 2007 var den 98. mellem de to nationer og formodentlig den mest dramatiske til dato. Få minutter før kampens afslutning ved stillingen 3-3 slog Christian Poulsen svenskeren Markus Rosenberg i maven, og svenskerne fik straffespark, mens Poulsen fik rødt kort. Straffesparket blev imidlertid aldrig taget, da en dansk tilskuer løb på banen og slog ud efter dommer Herbert Fandel. Chokeret stoppede denne kampen, der blev afgjort ved skrivebordet.
UEFAs disciplinærudvalg bestemte, at Danmark blev dømt som taber af kampen med 3-0, fik en bøde på 50.000 schweizerfranc og blev dømt til at spille de næste fire hjemmekampe mindst 140 km fra Parken. I første omgang var straffen hårdere, men UEFA gav sig en smule. Det gjorde det muligt at spille kampene inden for landets grænser, og NRGi Park i Aarhus blev midlertidig nationalarena.
Derudover fik Christian Poulsen tre spilledages karantæne. Tilskueren også kaldet 'fodboldtossen', der viste sig at have været stærkt beruset, blev idømt 20 dages ubetinget fængsel ved Østre Landsret den 11. december 2007.

## Optakt
I kvalifikationsturneringen til Europamesterskabet i fodbold 2008 blev Danmark og Sverige sat i samme gruppe, gruppe F, hvor også Spanien, Nordirland, Island, Letland og Liechtenstein befandt sig. Danmark og Sverige var sammen med Spanien på forhånd favoritter til at skulle kæmpe om de to pladser, der giver adgang til slutrunden, så denne kamp var imødeset med spænding.[kilde mangler] Desuden var det et traditionelt "arvefjendeopgør", som Danmark ofte havde haft det svært i.[kilde mangler]
Inden kampen var situationen i gruppen den, at Sverige havde lagt sig solidt i spidsen,[kilde mangler] mens Danmark var kommet noget mere beskedent i gang med et skuffende uafgjort mod Nordirland på hjemmebane samt et nederlag i Spanien i kampen inden.[kilde mangler] I kampen mod Spanien blev Niclas Jensen tidligt vist ud efter to gule kort,[kilde mangler] og landstræner Morten Olsen fik et rødt kort.[kilde mangler]
Derfor måtte Niclas Jensen sidde over, og Morten Olsen måtte overlade ansvaret til den assisterende landstræner Peter Bonde i kampen mod Sverige.[kilde mangler] Derudover var det danske landshold i så stærk opstilling, som det næsten kunne forventes,[kilde mangler] og flere af spillerne havde friske positive oplevelser fra deres klubhold.[kilde mangler]
I modsætning hertil var det svenske landshold trods successen ramt af uro med skader og den kontroversielle Zlatan Ibrahimovic tilbage på holdet (han endte dog med ikke at spille).[kilde mangler] Samtidig havde nogle af spillerne, dog lige som de danske, gode oplevelser med.[kilde mangler]
Der var totalt udsolgt med 42.083 tilskuere i Parken,[kilde mangler] og der var arrangeret en stor fest i den nærliggende Fælledparken med storskærm,[kilde mangler] så yderligere omkring 30.000 kunne få del i oplevelsen.[kilde mangler] Desuden var kampen den tv-mæssigt bedst dækkede fodboldkamp til dato i Danmark,[kilde mangler] hvor TV 2 anvendte 15 kameraer samt TV 2 NEWS' helikopter.[kilde mangler] Dertil kom en række andre tv-stationers tilstedeværelse samt et meget stort antal skrivende journalister.[kilde mangler]

### Dommer og officials
Herbert Fandel var kampens dommer med Carsten Kadach og Volker Wezel på linjerne og Florian Meyer (alle fra Tyskland) som fjerdedommer.[kilde mangler] Pertti Alaja (Finland) var UEFA's delegerede, og dommerbedømmer var Georges Konrath (Frankrig).[kilde mangler]

## Kampens første 88 minutter
| 2. juni 2007 20:00 |

| Danmark                                  | 3 – 3   | Sverige                         |
| ---------------------------------------- | ------- | ------------------------------- |
| Agger 34' · Tomasson 62' · Andreasen 75' | Rapport | 7' 26' Elmander · 23' Hansson · |

| Parken, København Tilskuere: 42.083 Dommer: Herbert Fandel (Tyskland) |

| Danmark | Sverige |

| DANMARK:        |    |                       |     |     |
|                 |    |                       |     |     |
| MÅ              | 1  | Thomas Sørensen       |     |     |
| F               | 2  | Christian Poulsen     | 89' |     |
| F               | 3  | Michael Gravgaard     |     |     |
| F               | 4  | Daniel Agger          |     |     |
| M               | 5  | Jan Kristiansen       |     | 35' |
| F               | 6  | Lars Jacobsen         |     |     |
| M               | 7  | Daniel Jensen         |     | 63' |
| M               | 8  | Thomas Kahlenberg     |     | 46' |
| A               | 9  | Jon Dahl Tomasson (a) |     |     |
| M               | 10 | Martin Jørgensen      |     |     |
| M               | 11 | Dennis Rommedahl      |     |     |
| Indskiftninger: |    |                       |     |     |
| MÅ              | 16 | Jesper Christiansen   |     |     |
| M               | 12 | Leon Andreasen        | 77' | 35' |
| F               | 13 | Martin Laursen        |     |     |
| M               | 14 | Michael Silberbauer   |     |     |
| M               | 15 | Jesper Grønkjær       |     | 63' |
| A               | 17 | Dennis Sørensen       |     |     |
| A               | 18 | Nicklas Bendtner      |     | 46' |
| Træner:         |    |                       |     |     |
| Morten Olsen    |    |                       |     |     |

| SVERIGE:        |    |                       |     |     |
|                 |    |                       |     |     |
| MÅ              | 1  | Andreas Isaksson      |     |     |
| F               | 2  | Mikael Nilsson        |     |     |
| F               | 3  | Olof Mellberg         |     |     |
| F               | 4  | Petter Hansson        |     |     |
| F               | 5  | Niclas Alexandersson  | 44' |     |
| M               | 6  | Tobias Linderoth      | 84' |     |
| M               | 7  | Christian Wilhelmsson |     |     |
| M               | 8  | Anders Svensson       |     |     |
| M               | 9  | Fredrik Ljungberg (a) |     |     |
| A               | 10 | Marcus Allbäck        |     | 80' |
| A               | 11 | Johan Elmander        | 38' | 74' |
| Indskiftninger: |    |                       |     |     |
| MÅ              | 12 | Rami Shaaban          |     |     |
| F               | 13 | Max von Schlebrügge   |     |     |
| F               | 14 | Daniel Majstorović    |     |     |
| M               | 15 | Daniel Andersson      |     |     |
| M               | 16 | Kennedy Bakircioglü   |     | 80' |
| A               | 17 | Zlatan Ibrahimović    |     |     |
| A               | 18 | Markus Rosenberg      |     | 74' |
| Træner:         |    |                       |     |     |
| Lars Lagerbäck  |    |                       |     |     |

### Kampens sportslige forløb
Ganske kort tid inde i kampen fik svenskerne godt fat i spillet, og med tre mål til svenskerne inden en halv time var spillet, var svenskerne på vej mod en sikker sejr. Spillere som Christian Wilhelmsson og Johan Elmander var konstante trusler mod målet, og to af målene blev scoret af Elmander.[kilde mangler]
Der gik dog ikke ti minutter fra svenskernes tredje mål, før Danmark fik reduceret på et mål af Daniel Agger, og med stabiliseringen af forsvaret med indskiftningen af Leon Andreasen var Danmark kommet bedre med i kampen. Efter pausen kom også Nicklas Bendtner på banen, og danskerne lagde efterhånden mere tryk på det svenske hold.
Efter et kvarters spil i anden halvleg dirigerede Bendtner en lang bold videre til Jon Dahl Tomasson, der scorede sikkert, og med 2-3 var der nu pludselig for alvor dansk håb. Danskerne havde trods enkelte svenske chancer nu et klart overtag i spillet, og det blev til flere store chancer, inden Leon Andreasen med et langskud sendte bolden i mål og udlignede til 3-3 med omkring et kvarter tilbage.
Således var situationen, da kampens dramatiske højdepunkt opstod efter 88 minutters spil.

## Kampens afslutning
Svenskerne havde sat Markus Rosenberg på banen mod slutningen, og i forbindelse med et af de efterhånden sjældne svenske besøg i det danske straffesparkfelt provokerede Rosenberg Christian Poulsen, der reagerede ved at give Rosenberg et knytnæveslag i maven. På det tidspunkt var bolden ude i siden af banen, og de fleste så ikke episoden, men linjedommeren gjorde dommeren opmærksom på ulovligheden, og dommer Fandel stoppede spillet.[kilde mangler] Efter en kort konference med linjedommeren gav han Poulsen det røde kort og gjorde klar til at dømme straffespark til svenskerne.
En danskklædt tilskuer, der befandt sig lige bag målet, sprang ind på banen med kurs mod dommeren, der først i sidste øjeblik fik øje på faren. Det samme gjorde Michael Gravgaard, der som den nærmeste ved dommeren søgte at holde tilskueren væk, men kunne kun delvis forhindre overfaldet, hvor tilskueren fik fat i Fandels nakke. Gravgaard og andre spillere fik pacificeret tilskueren, mens dommeren chokeret søgte at samle sig.[kilde mangler] Han tilkaldte den øvrige dommergruppe og efter en kort konferering fløjtede Fandel kampen af, og dommerne gik til deres omklædningsrum.[kilde mangler]
I første omgang var der forvirring om situationen, idet der tydeligvis skulle have været sparket et straffespark. Efter nogle minutter (hvorunder endnu et par tilskuere entrede banen under store pibekoncerter) blev de to anførere kaldt ind til dommerne, der bekendtgjorde, at kampen definitivt var slut.[kilde mangler] Det blev nu meddelt på Parkens storskærme sammen med meddelelsen om, at Danmark var taberdømt med 3-0.[kilde mangler] Det blev dog senere trukket tilbage, da det er UEFAs disciplinærudvalg der har bemyndigelse til at foretage den slags afgørelser, ikke dommeren.[kilde mangler] Blandt journalister blev der udtrykt bekymring over denne meddelelse, da den kunne skabe større uro blandt tilskuerne.[kilde mangler]
Det sidste viste sig dog ikke at være noget problem, idet publikum under relativ ro forlod Parken samt det parallelle arrangement i Fælledparken.[kilde mangler] Det blev til nogle få anholdelser for gadeuorden mm., men egentlig uro blev undgået.[kilde mangler]
Den tilskuer, der havde ramt dommeren, blev varetægtsfængslet og stillet for en dommer, men hurtigt løsladt.[kilde mangler]

## Umiddelbare reaktioner
Den fremherskende reaktion umiddelbart efter episoden var stor forargelse over tilskueren, der angreb dommeren. Billederne af episoden blev vist igen og igen på tv, og mandens portræt blev hurtigt lagt ud på boulevardpressens hjemmesider.
Spillere og ledere fra begge holdene udtalte sig på direkte tv om kampens dramatiske afslutning, og især de danske repræsentanter var rystede og forfærdede. Der blev hurtigt gættet på mulige konsekvenser, og der var enighed om, at dansk fodbolds generelt fine ry havde lidt meget stor skade.
På et pressemøde undskyldte Christian Poulsen brødebetynget sin forseelse mod Rosenberg, men fralagde sig et medansvar for tilskuerens handlinger. Han havde endvidere en meget alvorlig samtale med Morten Olsen om handlingen.

## Reaktioner
De følgende dage kom der reaktioner på forskellige punkter:

### Kampens resultat
Dagen efter blev det klargjort, at beslutningen om kampens resultat samt øvrige konsekvenser var op til UEFA's disciplinærudvalg. Mål og kort fra kampen stod dog ved magt, herunder Poulsens røde kort samt et gult kort til Leon Andreasen og Johan Elmander (for begges vedkommende deres andet i turneringen, der dermed betød karantæne i deres holds næste kamp.)
Det danske landshold skulle til Letland og spille fire dage senere, og Morten Olsen måtte skifte de nævnte spillere ud på holdet. Spillerne var i øvrigt stadig rystede, men forsøgte at lægge kampen bag sig for at forberede sig til den kommende opgave. Det lykkedes i den forstand, at danskerne vandt 2-0 i Riga på to mål af Dennis Rommedahl.
Den 8. juni 2007, fredagen efter, fastsatte disciplinærkomiteen følgende sanktioner:
- Danmark dømtes som taber af kampen med 3-0.
- DBU fik en bøde på 100.000 schweizerfranc.
- De næste fire hjemmekampe i kvalifikationen (praktisk talt resten af kampene) skulle spilles mindst 250 km i fugleflugtslinje fra København (hvilket f.eks. udelukkede Odense, Aarhus, Aalborg og Randers), og den næste mod Liechtenstein endvidere uden tilskuere.
- Christian Poulsen idømtes tre spilledages karantæne (han havde allerede afsonet den første mod Letland)

DBU ankede afgørelsen til UEFA's appeludvalg, der 5. juli nedsatte straffen på følgende punkter:
- De fire næste hjemmekampe skulle spilles uden for København, men afstanden var begrænset til 140 km i fugleflugtslinje, hvilket muliggjorde afvikling af kampene i f.eks. Aarhus. Desuden var to af disse gjort betingede, hvilket betød, at hvis der ikke opstod problemer i de to første, kunne de sidste kampe igen spilles i Parken. Endelig kunne alle kampene spilles med tilskuere.
- Bødestraffen halveredes til 50.000 schweizerfranc.

9. juli offentliggjorde DBU, at kampene mod Liechtenstein og Spanien, der skulle spilles mere end 140 km fra København, ville blive spillet i NRGi Park i Aarhus, hvor der i øvrigt i forvejen skulle spilles en træningskamp mod Irland.

### Tilskuerens situation
Fra grundlovsforhøret mod den angribende tilskuer blev der rapporteret, at han var dansker bosat i Sverige, og at han havde drukket 15-20 genstande, inden han angreb dommeren. I øvrigt huskede han intet om episoden.
Reaktionerne i befolkningen var hårde mod ham, og en SMS-hetz blev kørt mod det telefonnummer, som formodedes at tilhøre ham. Det var dog ikke hans, da nummeret tilhørte en sagesløs person. Hetzen stoppede efter meddelelse herom i medierne. To dage efter kampen udsendte han en meddelelse til pressen, hvori han dybt beklagede den meget store skade, han havde forvoldt dansk fodbold.
Den 4. september 2007 fik tilskueren, Ronni Nørvig, i Københavns Byret en dom på 30 dages betinget fængsel for vold mod dommeren. Dertil kom 40 timers samfundstjeneste og betaling af sagens omkostninger. Han kunne dog ikke regne med at slippe med det, idet DBU og Parken i fællesskab har planlagt at sagsøge ham for et stort millionbeløb for manglende billetindtægter i forbindelse med efterfølgende landskampe, der ikke kunne spilles i Parken.
Den 11. december 2007 blev den 29-årige fodboldtosse idømt 20 dages ubetinget fængsel ved Østre Landsret. Retsformanden ville sende et klart budskab om, at tilskuere ikke ustraffet får lov at forcere hegnet til fodboldbaner. Og slet ikke i et forsøg på at udøve vold mod dommeren.
Senere kom det i øvrigt frem, at tilskueren havde solgt sin historie til et filmselskab med henblik på at lave en tv-udsendelse om sagen. I en retssag den 18. november 2009 blev han dømt til at betale 900.000 kroner i erstatning til DBU, som først havde krævet 1.615.645 kroner.
Dommen blev anket og den 10. januar 2012 afsagde Østre Landsret den endelige dom – Rønni Nørvig blev dømt til at betale 1.869.269 kroner til DBU. Ti dage senere indgik DBU et forlig med den dømte baneløber Ronni Nørvig – han fik nedsat erstatningsbeløbet til 250.000 kroner.

### Reaktionerne mod Christian Poulsen
I dagene efter kampen blev der blandt mange danskere stillet spørgsmålstegn ved, hvorfor tilskueren skulle retsforfølges, når Christian Poulsen ikke skulle. Under alle omstændigheder var der stor enighed om, at hans slag på en modstander var helt uacceptabelt, og mange udtalte sig om sagen:
Justitsminister Lene Espersen udtalte, at det var stærkt kritisabelt, at en landsholdspiller viste et så dårligt eksempel over for børn og unge, der selv spiller fodbold, og hun ønskede Poulsen sat af landsholdet. Vicepolitiinspektør Flemming Steen Munch fremkom med udtalelser om, at det var nødvendigt at statuere et eksempel, og at Poulsens handling burde kunne give ham 30 dages ubetinget fængsel. Chefpolitiinspektør Per Larsen fra Københavns Politi afviste dog hurtigt dette og udtrykte tro på, at sporten selv ville holde justits med den slags episoder.
En studerende valgte i kølvandet herpå at anmelde Poulsens slag til politiet, angiveligt for at få afprøvet retssystemets holdning til vold i sport. Flere andre har tilsvarende indgivet anmeldelser. Københavns Politi meddelte dog 18. juni 2007, at man afviste anmeldelserne. Begrundelsen var, at episoden fandt sted under en sportskamp, og således hørte under egne regler, samt at ingen af de involverede var blevet skadede som følge af hændelsen.

### Dommerens situation
Dommer Herbert Fandel tog i et interview med Bild stærkt afstand fra Christian Poulsens handlinger og omtalte ham som en "brutal spiller".
Efter angrebet fra tilskueren var han ikke i tvivl om, at han skulle afblæse kampen. Selv om mange tilsyneladende var enige i denne beslutning, var der også nogle, der drog beslutningen i tvivl, heriblandt den danske topdommer Kim Milton Nielsen. Han gav udtryk for, at Fandels beslutning kunne have udløst større uroligheder, og at situationen kunne have været løst mere smidigt.

### Sikkerheden i Parken
Parken er et decideret fodboldstadion, hvor tilskuerne hele vejen rundt om banen sidder meget tæt på banens linjer i modsætning til stadioner, hvor der er løbebaner til atletik mellem boldbanen og tilskuerpladserne. Det giver meget kort tid at reagere på for de kontrollører, der er til stede ved store begivenheder som landskampe.
Hidtil havde man ikke haft større problemer med dette end en enkelt streaker i ny og næ. Men kontrollørerne formåede ikke i denne situation at forhindre tilskueren i at komme ind på banen. Det gav anledning til kritik af kontrollørerne for ikke at passe deres arbejde, men i stedet stå og se på fodbold.
Et andet punkt, der blev rejst, var muligheden for at sætte et hegn op. Men Parkens direktør, Flemming Østergaard, afviste dette til 24timer, også UEFA afvist dette i Metroexpress
Også svenskerne frygtede for tilskueres indtrængen på banen til deres hjemmekampe, og det gav uro inden den følgende kamp mod Danmark i Stockholm.